# Бриз, Джаред
Джаред Бриз (англ. Jared Breeze, род. 1 октября 2005, Калифорния, США) — американский ребенок-актёр. Он снялся в главной роли в фильме 2015 года «Мальчик».

## Ранние годы
Бриз родился в Южной Калифорнии, где и живёт по сей день. У Джареда также есть младший брат — Дэвин Бриз.

## Карьера
Первое появление Бриз в кино состоялось в 2014 году в фильме «Кутис», а его игра привлекла внимание продюсеров фильма «Мальчик» (2015). Бриз был одним из первых детей, прошедших прослушивание на главную роль. Крейг Уильям Макнейл, режиссёр, назвал «тихое любопытство» Бриз причиной, по которой его взяли на роль. Его игра была хорошо принята.
Бриз также снимался в телешоу, включая «Мы — мужчины» (3013), «Твоя семья или моя» (2015) и «Гнилые времена» (2018), а также играл Макса Рейберна в телесериале «Молодые и дерзкие» (2016).

## Фильмография
| Год  |     | Русское название   | Оригинальное название              | Роль                     |
| ---- | --- | ------------------ | ---------------------------------- | ------------------------ |
| 2013 | мф  | —                  | WonderGrove Kids: Game of Wonders  | Джаред                   |
| 2013 | с   | Мы — мужчины       | We Are Men                         | Тоби                     |
| 2013 | кор | —                  | How I Met the Neighbors            | Саймон                   |
| 2014 | ф   | Кутис              | Cooties                            | мальчик в защитном шлеме |
| 2015 | кор | —                  | Sand Snowman                       | маленький Ваня           |
| 2015 | ф   | Мальчик            | The Boy                            | Тед Хенли                |
| 2015 | с   | Твоя семья или моя | Your Family or Mine                | Даги                     |
| 2016 | тф  | Сыны Дьявола       | Ominous                            | Логан                    |
| 2016 | с   | Молодые и дерзкие  | The Young and the Restless         | Макс Рейберн             |
| 2017 | ф   | —                  | Dances with Werewolves             | Нойманн в детстве        |
| 2017 | с   | —                  | WonderGrove                        | Джаред                   |
| 2017 | кор | —                  | Father’s Day Breakfast             | Гэри                     |
| 2018 | с   | Гнилые времена     | Another Period                     | Адольф Гитлер            |
| 2018 | с   | —                  | Elemental: Hydrogen Vs. Hindenburg | Уолтер                   |